# Субрегіони Африки (ООН)

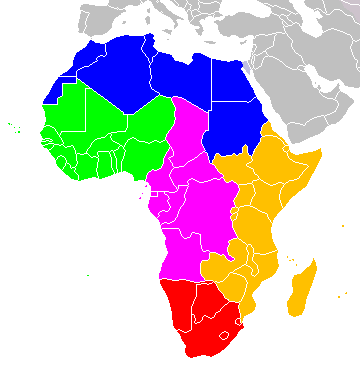
Північна Африка
Західна Африка
Центральна Африка
Східна Африка
Південна Африка

Геосхема ООН — система, за якою країни світу утворюють макрогеографічні регіональні та субрегіональні групи. Цю систему розробив Статистичний відділ ООН ґрунтуючись на системі кодування UN M.49